# Royaume-Uni au Concours Eurovision de la chanson junior
Le Royaume-Uni participe au Concours Eurovision de la chanson junior pour la première fois en 2003 et sa dernière participation remonte à 2023. 
Après 17 ans d’absence entre 2005 et 2022, le pays retourne au concours en 2022 pour sa 20e édition. 

## Représentants
| Édition                 | Année | Artiste       | Chanson                 | Langue  | Traduction du titre       | Place | Points |
| ----------------------- | ----- | ------------- | ----------------------- | ------- | ------------------------- | ----- | ------ |
| 1re                     | 2003  | Tom Morley    | My song for the world   | Anglais | Ma chanson pour le monde  | 03    | 118    |
| 2e                      | 2004  | Cory Spedding | The best is yet to come | Anglais | Le meilleur reste à venir | 02    | 140    |
| 3e                      | 2005  | Joni Fuller   | How does it feel ?      | Anglais | Comment le ressens-tu ?   | 14    | 28     |
| Retrait de 2006 à 2021. |       |               |                         |         |                           |       |        |
| 20e                     | 2022  | Freya Skye    | Lose My Head            | Anglais | Perdre la tête            | 05    | 146    |
| 21e                     | 2023  | STAND UNIQU3  | Back To Life            | Anglais | Retour à la vie           | 04    | 160    |
| Retrait depuis 2024.    |       |               |                         |         |                           |       |        |

- Première place
- Deuxième place
- Troisième place
- Dernière place

## Galerie

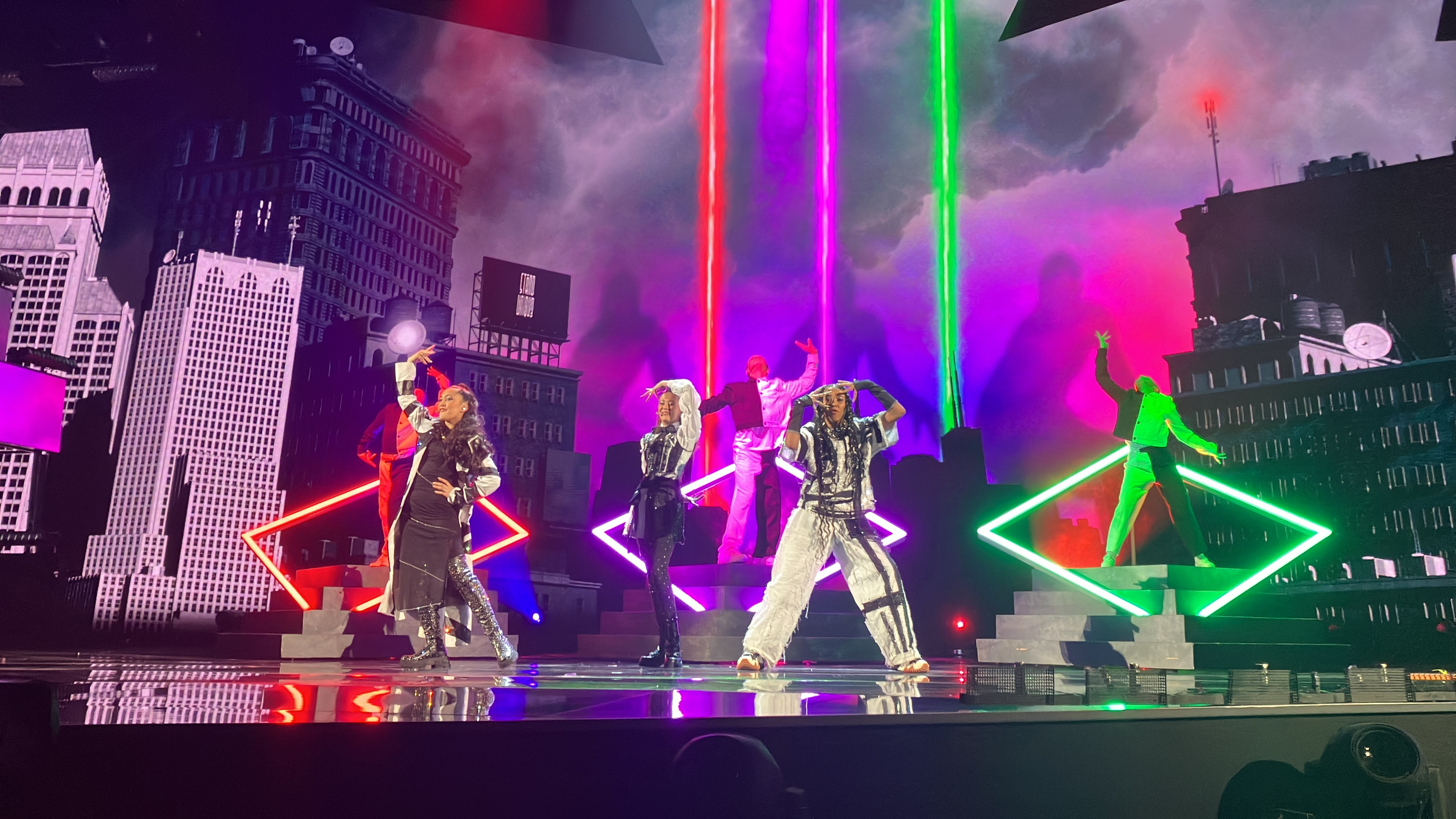
STAND UNIQU3 à Nice (2023).